# Fort I Twierdzy Toruń
Fort I Twierdzy Toruń – fort pancerny zbudowany w latach 1888–1894 znany jako Fort Ia König Wilhelm I, a od 1920 noszący imię Jana III Sobieskiego. Znajduje się przy ul. Winnej 19.

## Historia
Fort został zbudowany na planie zbliżonym do trapezu w latach 1888–1894. W momencie budowy fort nosił numer Ia i nazwę Buchta Fort. Budowa fortu kosztowała 3 697 710 marek. W 1907 roku zmieniony na Wilhelma I. W 1920 roku otrzymał nowy numer I oraz obecnego patrona Jana III Sobieskiego.
Cały obiekt był przeznaczony dla załogi złożonej z 200 żołnierzy piechoty, 152 artylerzystów oraz 6 saperów, natomiast dowództwo tworzyło 13 oficerów. Jednopoziomowy blok koszar szyjowych stanowił podstawę trapezu. Brama wjazdowa została ulokowana w prawym skrzydle. Dostępu do zabudowań fortecznych broniły dwa kojce przeciwskarpowe, położone w narożach czołowych. Kaponiera szyjowa broniła nasadę fortu oraz drogę dojazdową. Całość fortu otacza wał przeciwskarpy z suchą fosą. Kojce i kaponiera były zabezpieczone rowami o głębokości 2,2 m. Ponadto fort był zabezpieczony za pomocą pasa zasieków o szerokości 15 m.
Fort I był jedyny fortem Twierdzy Toruń, który brał czynny udział w walkach podczas I wojny światowej. 2 sierpnia 1914 roku, na skutek nieprawdziwej informacji o ataku kawalerii rosyjskiej, fort otworzył ogień w kierunku Złotorii. Ostrzał wywołał panikę wśród mieszkańców. Podczas ostrzału zniszczono parę budynków oraz zabito kilka zwierząt gospodarczych.
W styczniu 1920 roku Fort I przeszedł na własność Wojska Polskiego. Niemcy oddali fort pozbawiony uzbrojenia i wyposażenia. Podczas wojny polsko-bolszewickiej fort przystosowano do doraźnej obrony. Po 1923 roku Fort I został przeznaczony na magazyn.
Pod koniec II wojny światowej wojska niemieckie przygotowały fort do obrony miasta przed Armią Czerwoną. Po 1945 roku fort ponownie wrócił na własność Wojska Polskiego. W 1956 roku Wojsko Polskie oddało obiekt do administracji cywilnej. Przed oddaniem obiektu Wojsko wysadziło jedną z wież pancernych. Po 1956 roku rozebrano część elementów: obmurowania fosy, częściowo kaponiery przeciwskarpowe, stajnię, prawy schron amunicyjny lewej baterii dołączonej.
W latach 1960–1991 mieścił się tu zakład Centralnych Piwnic Win Importowanych, na potrzeby którego dokonano zasypania rowu kaponiery szyjowej, przebudowano odcinek poterny głównej oraz rozebrano prawy skraj poterny bloku blokowego. Po 1991 roku porzucony obiekt był dewastowany i okradany. W 2017 roku opiekę nad fortem objęło Stowarzyszenie Grupa Rekonstrukcji Historycznej „REX”.